# سیارک ۱۲۲۲۴
سیارک ۱۲۲۲۴ (به انگلیسی: 12224 Jimcornell، نامگذاری:1984UN2) دوازده هزار و دویست و بیست و چهارمین سیارک کشف شده‌است که در ۱۹ اکتبر ۱۹۸۴ کشف شد.
قدر مطلق سیارک برابر ۱۳٫۴۰ است.